# The Crowd Roars
The Crowd Roars é um filme de drama esportivo estadunidense de 1938, dirigido por Richard Thorpe e estrelado por Robert Taylor.

## Elenco
- Robert Taylor como Tommy "Killer" McCoy
- Edward Arnold como Jim Cain, conhecido como James W. Carson
- Frank Morgan como Brian McCoy
- Maureen O'Sullivan como Sheila Carson
- William Gargan como Johnny Martin
- Lionel Stander como "Happy" Lane
- Jane Wyman como Vivian
- Nat Pendleton como "Pug" Walsh
- Art Lasky como o lutador "McAvoy"
- Charles D. Brown como Bill Thorne
- Gene Reynolds como Tommy McCoy as a boy
- Don "Red" Barry como Pete Mariola
- Don Douglas como Murray
- Isabel Jewell como Sra. Martin
- J. Farrell MacDonald como Padre Patrick Ryan
- Horace McMahon como Rocky Simpson